# Cudell

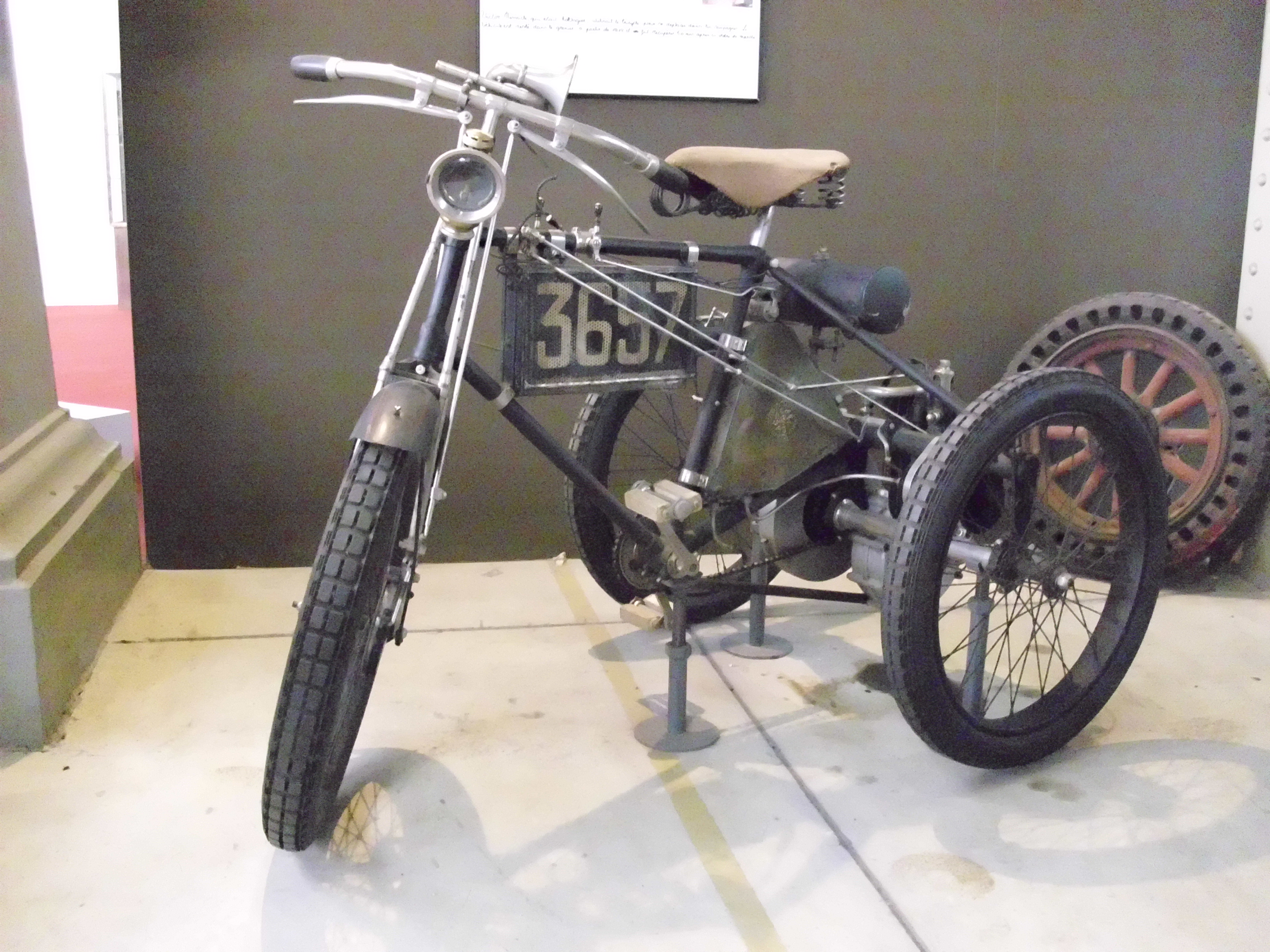
Cudell tricycle uit 1898

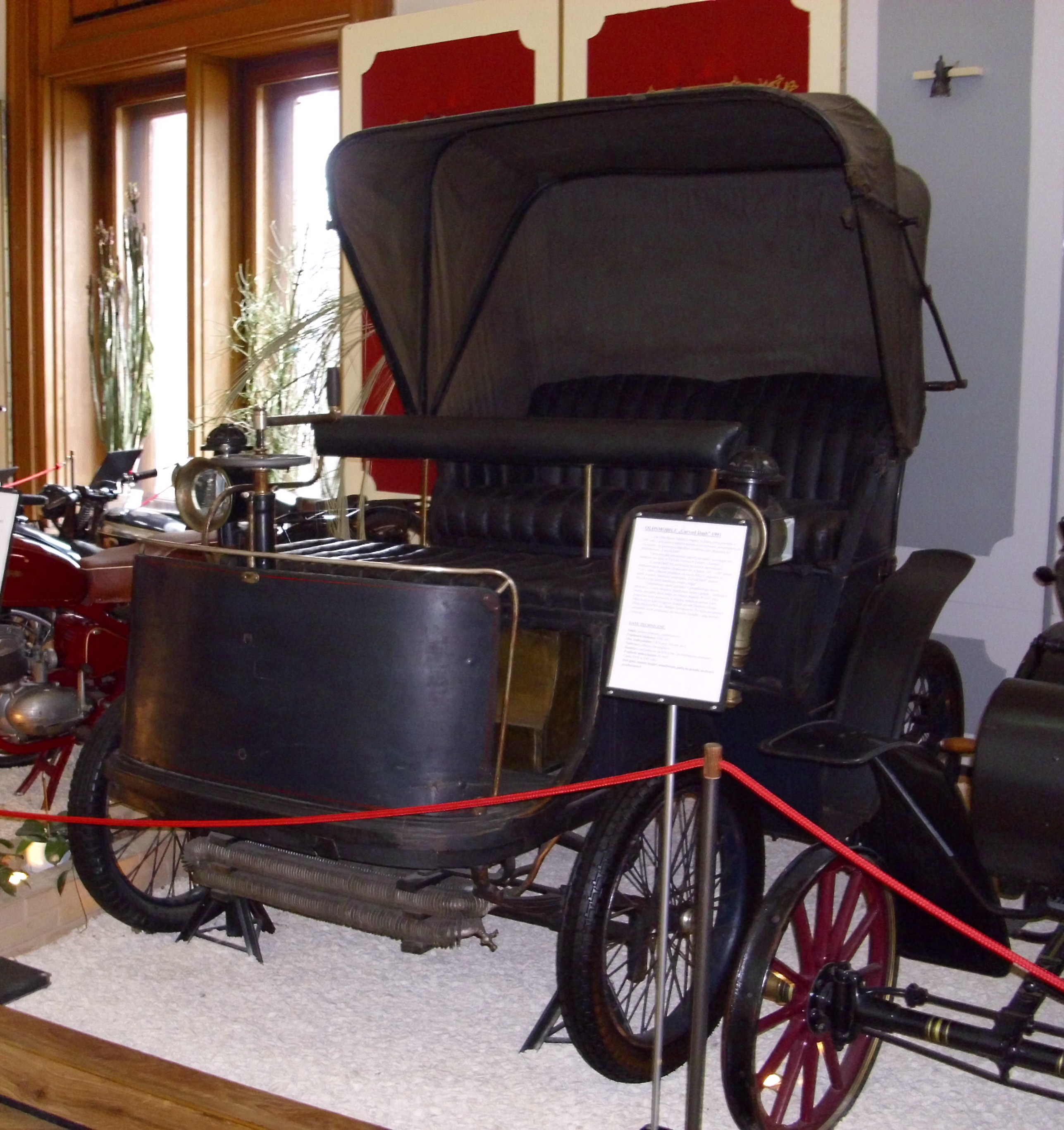
Cudell uit 1899

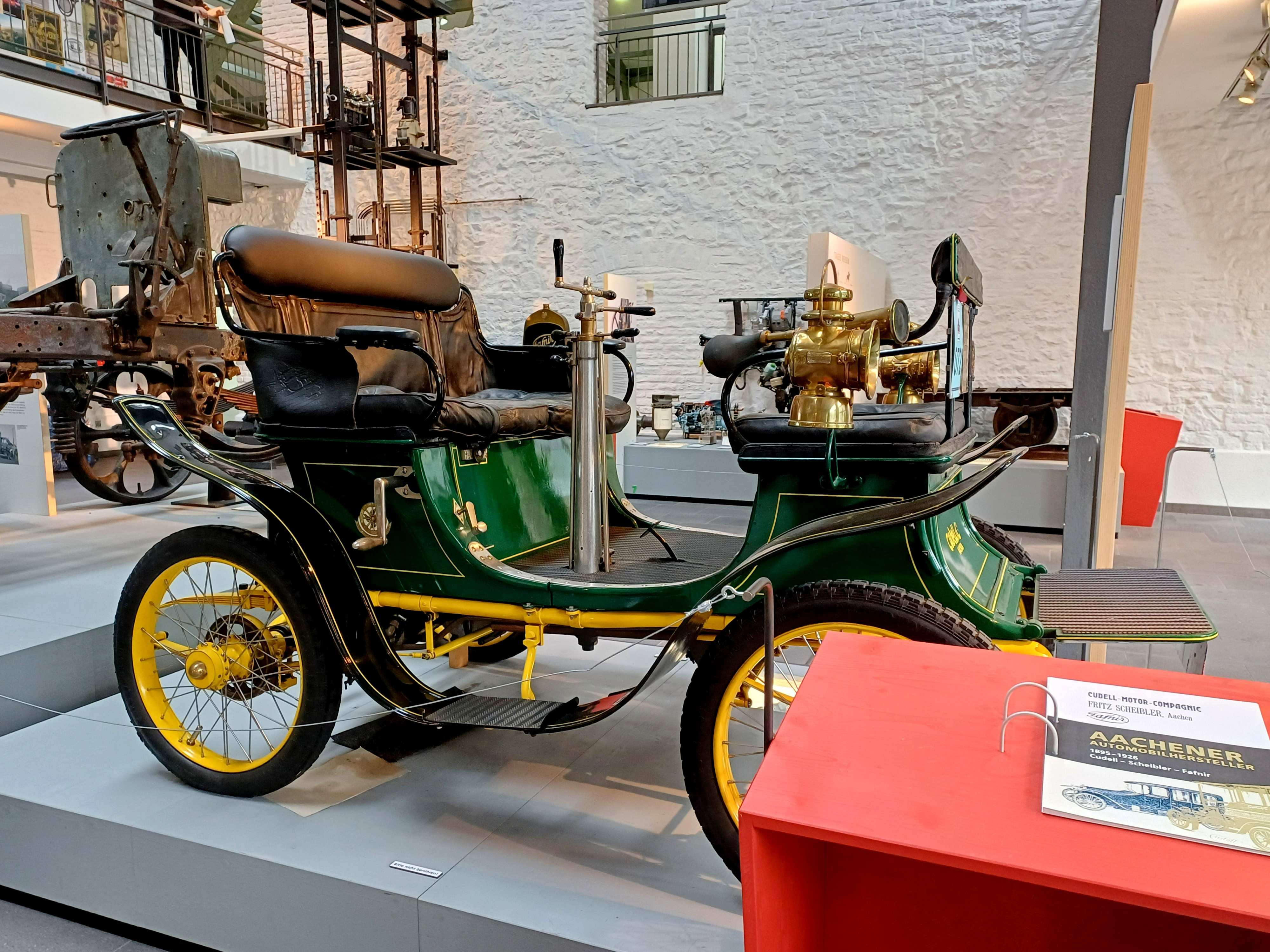
Cudell uit 1901

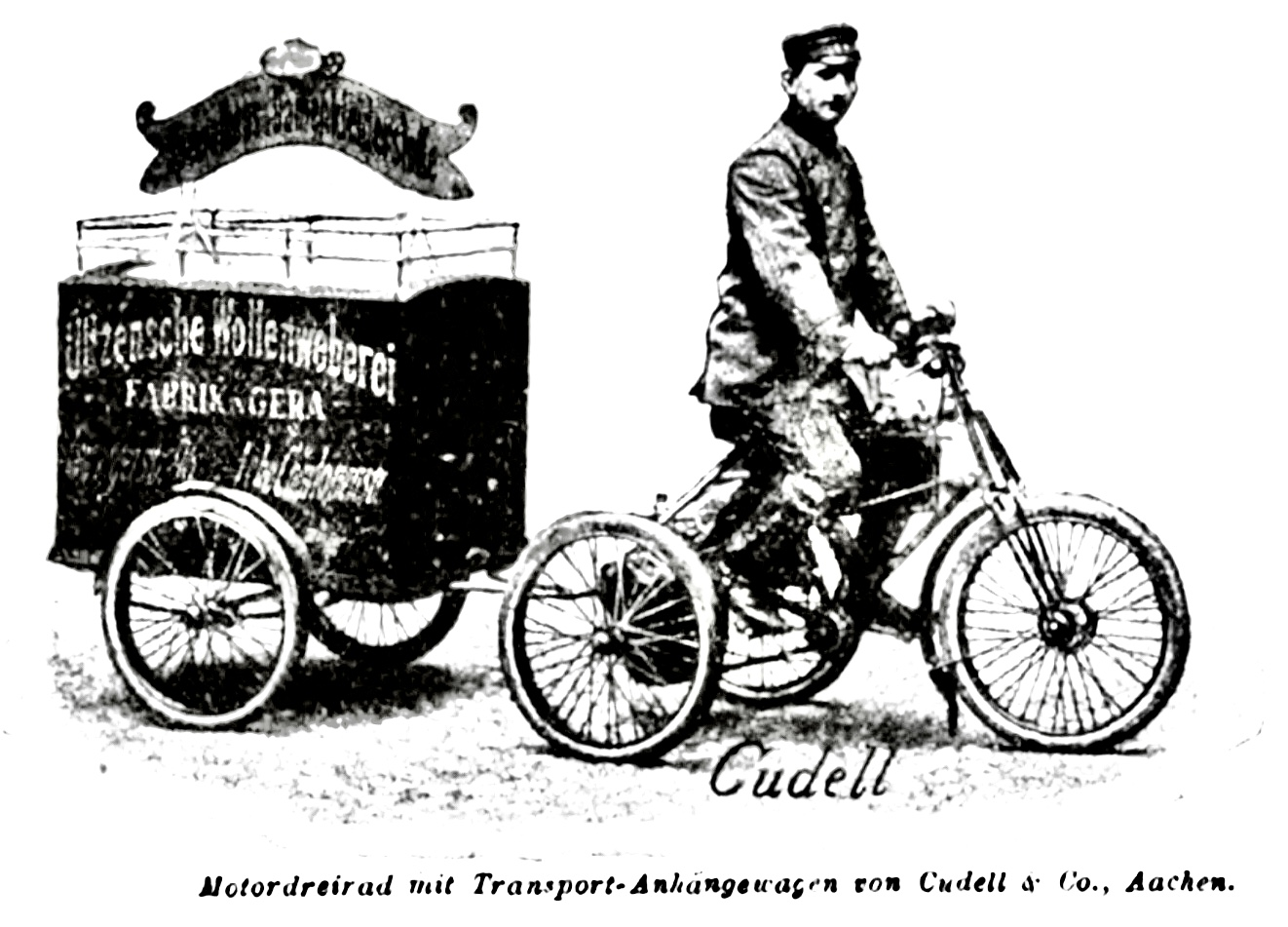
Cudell Tricycle (1899).

Cudell is een Duits historisch merk van tricycles en automobielen.
De bedrijfsnaam was Cudell Motor Compagnie, later Max Cudell & Co., Motoren- und Fahrzeugwerke, Aken.
Het bedrijf werd 1897 door Max Cudell opgericht voor de licentie-productie van tricycles en quadricycles van De Dion.
Cudell bouwde al in 1898 tricycles en quadricycles met De Dion-motoren van 402 en 510 cc. De productie liep van 1898 tot 1908. in 1905 kwam het bedrijf in betalingsmoeilijkheden en in 1908 werd de productie beëindigd.

## De Dion-Bouton modellen
De producten van Graaf Albert de Dion, eencilinder viertaktmotoren met gasvlamontsteking, waren meteen zeer populair. Toen de Dion eenmaal was overgestapt van stoomaandrijving op petroleummotoren bouwde hij zijn driewielers die in heel Europa verkocht of in licentie geproduceerd werden. De motor leverde 1¾ pk en was achter de stoel van de bestuurder gemonteerd. In 1899 volgde de vierwielige quadricycle De Dion-Bouton Vis-à-vis met watergekoelde 3½pk-motor. Hoewel het een Vis-à-vis-auto was kon de voorste zitbank ook in de rijrichting gebouwd worden. In 1901 verscheen de "Motorwagen 4½ PS" met een 510cc-motor en in 1902 de "Motorwagen 6 PS" 700cc. Daarbij kwam de De Dion-Bouton Populaire met 6- of 8-pk-motor voorin. In 1903 ging men ook tweecilinders met 8- of 10-pk leveren. Het laatste De Dion-licentiemodel was een viercilinder uit 1904.

## Eigen ontwikkelingen
In 1904 ging het bedrijf onder leiding van Karl Slevogt eigen automobielen ontwikkelen. Men leverde de "16/20 PS" viercilinder 2.554 cc. In 1905 volgde de "Phönix 35/40 PS" 6.100cc-viercilinder die 45 pk leverde. De auto moest met open koetswerk en als limousine leverbaar worden. Na de financiële problemen in 1905 werden echter nog maar weinig voertuigen gebouwd.
In 1904 werd in de Verenigde Staten een luchtgekoelde 16pk-viercilinder met vier versnellingen en cardanaandrijving aangeboden. Die auto werd geïmporteerd door Clodio & Widmayer in New York. De auto had een "Tonneau"-carrosserie en kostte 4.500 dollar.

## Inbouwmotoren
Zoals Cudell begonnen was met motoren van De Dion, zo werden later de Cudell-motoren ook als inbouwmotor aan andere bedrijven verkocht. Ze werden gebruikt door Christiansen in Denemarken, Victoria in Neurenberg, Alexander Leutner in Riga en Phoenix in Boedapest.

## Trivia
De eerste auto in IJsland was een met regeringshulp tweedehands gekochte Cudell. De auto werd gekocht door Ditlev Thomsen en kreeg de bijnaam "Thomsenbill" ("Thomsen-Auto").

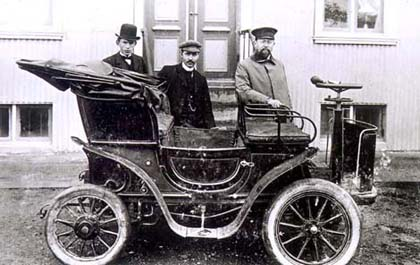
"Thomsenbill" ("Thomsen-Auto"), de eerste auto in IJsland. Rechts de eigenaar Ditlev Thomsen, in het midden de chauffeur Þorkell Þ. Clementz (1904)

.